# Tailandia's Next Top Model
Tailandia's Next Top Model fue un reality show de Tailandia basado el en popular formato estadounidense America's Next Top Model en el que un número de mujeres compite por el título de Tailandia's Next Top Model y una oportunidad para iniciar su carrera en la industria del modelaje. La serie fue cancelada después de la primera temporada debido a los bajos índices de audiencia. La primera y única temporada fue ganada por Selda Car. 

## Tailandia's Next Top Model: Ciclo 1 (2005)

### Concursantes
| Concursantes             | Edad    | Información   |
| ------------------------ | ------- | ------------- |
| Chananun Khiaochaoum     | 19 años | Ganadora      |
| Kanyanath Sootpa         | 22 años | 2.º Lugar     |
| Yuwaree Phoemanee        | 19 años | 12° Eliminada |
| Wanlika Puagkong         | 22 años | 10° Eliminada |
| Ratee Ngamniyom          | 23 años | 9° Eliminada  |
| Panadda Karachoth        | 22 años | 8° Eliminada  |
| Praewa Teerawisutkul     | 20 años | 7° Eliminada  |
| Kanyarath Piampiboon     | 17 años | 6° Eliminada  |
| Augsorn Watmeuang        | 26 años | 5° Eliminada  |
| Salinsiri Pheungharn     | 21 años | 4° Eliminada  |
| Sareena Christodurachris | 18 años | 3° Eliminada  |
| Namfon Dalhek            | 24 años | 2° Eliminada  |
| Chatkaew Boonchuay       | 22 años | 1° Eliminada  |

## Seguimiento
| Orden | Episodios | Episodios | Episodios | Episodios | Episodios | Episodios | Episodios | Episodios | Episodios | Episodios | Episodios | Episodios | Episodios |
| Orden | 1         | 2         | 3         | 4         | 5         | 6         | 7         | 8         | 9         | 10        | 12        | 13        |           |
| ----- | --------- | --------- | --------- | --------- | --------- | --------- | --------- | --------- | --------- | --------- | --------- | --------- | --------- |
| 1     | Wanlika   | Sareena   | Praewa    | Yuwaree   | Kanyanath | Ratee     | Chananun  | Yuwaree   | Chananun  | Kanyanath | Kanyanath | Chananun  |           |
| 2     | Chananun  | Panadda   | Kanyanath | Ratee     | Chananun  | Praewa    | Yuwaree   | Ratee     | Kanyanath | Chananun  | Chananun  | Kanyanath |           |
| 3     | Panadda   | Yuwaree   | Ratee     | Panadda   | Ratee     | Yuwaree   | Kanyanath | Chananun  | Wanlika   | Yuwaree   | Yuwaree   |           |           |
| 4     | Sareena   | Kanyanath | Chananun  | Chananun  | Wanlika   | Chananun  | Wanlika   | Kanyanath | Yuwaree   | Wanlika   |           |           |           |
| 5     | Kanyanath | Chananun  | Yuwaree   | Wanlika   | Panadda   | Kanyanath | Ratee     | Wanlika   | Ratee     |           |           |           |           |
| 6     | Yuwaree   | Ratee     | Kanyarath | Kanyanath | Praewa    | Panadda   | Panadda   | Panadda   |           |           |           |           |           |
| 7     | Ratee     | Praewa    | Panadda   | Praewa    | Kanyarath | Wanlika   | Praewa    |           |           |           |           |           |           |
| 8     | Kanyarath | Wanlika   | Wanlika   | Augsorn   | Yuwaree   | Kanyarath |           |           |           |           |           |           |           |
| 9     | Praewa    | Augsorn   | Augsorn   | Kanyarath | Augsorn   |           |           |           |           |           |           |           |           |
| 10    | Augsorn   | Salinsiri | Salinsiri | Salinsiri |           |           |           |           |           |           |           |           |           |
| 11    | Salinsiri | Kanyarath | Sareena   |           |           |           |           |           |           |           |           |           |           |
| 12    | Namfon    | Namfon    |           |           |           |           |           |           |           |           |           |           |           |
| 13    | Chatkaew  |           |           |           |           |           |           |           |           |           |           |           |           |

     Participante ganadora del programa.
     Participante eliminada.